# گی‌دوغان (تاش‌اوا)
گی‌دوغان (به لاتین: Geydoğan) یک منطقهٔ مسکونی در ترکیه است که در تاشوا واقع شده‌است.